# 基塔萊
基塔萊是東非國家肯雅的城鎮，由裂谷省負責管轄，每年平均降雨量1,140毫米，農業品有向日葵、茶葉、咖啡、除蟲菊、玉米等，是該地區的農業中心，鎮上有機場設施，2007年人口估計約220,000。
1°01′N 35°00′E / 1.017°N 35.000°E